# Cidade da Copa Pernambuco

Arena Pernambuco, principal empreendimento da Cidade da Copa para os jogos da Copa do Mundo de Futebol de 2014.

A Cidade da Copa deveria ser um empreendimento urbanístico a ser desenvolvido na Região Oeste da Região Metropolitana do Recife, na cidade de São Lourenço da Mata. O conceito estava centrado na ideia de cidade inteligente, onde o projeto proporcionaria um equilíbrio entre o desenvolvimento urbano e a preservação dos recursos naturais.
Esta deveria ser a primeira cidade inteligente do Brasil, o seu espaço urbano de mais de 240 hectares estaria localizado às margens do Rio Capibaribe, a Arena Pernambuco, palco de jogos da Copa das Confederações de 2013 e Copa do Mundo FIFA de 2014, sendo o principal empreendimento do local, que contaria ainda com Shopping Centers, Estação de Trem Metropolitano, faixas para ciclistas, centros de convenção, áreas residenciais, universidades, parques etc. A sua construção estaria a cargo da empresa multinacional Odebrecht (atual Novonor).

## Localização
Situada no município de São Lourenço da Mata, zona Oeste da Região Metropolitana do Recife - RMR, a Cidade da Copa estaria projetada para ficar bem nos limites do Recife, de Camaragibe e de Jaboatão dos Guararapes. São 19 km até o Marco Zero e o Aeroporto Internacional do Recife. Para conectar a região à capital, o Governo de Pernambuco investiu mais de R$ 1,5 bilhão em obras com a construção do Terminal Integrado e da estação de metrô Cosme e Damião, da Passarela Aeroporto-Metrô (Estação Aeroporto - bairro: Imbiribeira, Recife), os corredores Norte/Sul e Leste/Oeste da RMR, o Ramal Cidade da Copa, a Via Mangue (via que liga a zona sul do Recife ao centro da cidade), a Duplicação da BR-408 e a Triplicação da BR-232.

## Cidade inteligente
Inteiramente planejada, a Cidade da Copa foi concebida como a primeira cidade inteligente da América Latina. A presença de alta tecnologia iria favorecer a segurança e a sustentabilidade do ambiente através do monitoramento da segurança feito pela central de comando e controle, do gerenciamento de energia e da adoção de sistemas integrados, o que tornaria todos os serviços mais eficientes. O projeto também previu um eficiente sistema de mobilidade. Toda a área foi planejada para ser percorrida a pé ou de bicicleta, de sua região central aos diversos setores, em menos de cinco minutos.

### Sustentabilidade
Localizada às margens do Rio Capibaribe, a Cidade da Copa teria o aproveitamento dos recursos naturais como um dos destaques do projeto. Quase metade do terreno seria reservada para grandes parques públicos, espaços abertos e verdes, somando uma área aproximada de 20 parques da Jaqueira, o principal do Recife. Como cidade sustentável, o sistema de mobilidade também incentivaria o uso do transporte público e alternativo com faixas dedicadas para pedestres e ciclistas.

### Equipamentos
Com vigilância monitorada por uma central de comando e controle, parques em todas as vizinhanças e espaços abertos e confortáveis para aproveitar a natureza, a área ofertaria uma nova forma de viver, um conceito novo de estilo de vida (way of life). O espaço seria dividido em quatro pilares: moradia, trabalho, educação e entretenimento. Na parte residencial, seriam quase 4.500 unidades residenciais de diversos padrões, inseridas em um modelo de sistema integrado de mobilidade, segurança, uso eficiente de energia, água e gás. Também haveria espaço para escritórios, hotéis, centro de convenções, campus universitário, escolas e diversão.

### Entretenimento
No centro da Cidade da Copa estaria um grande complexo de entretenimento. Além da arena multiúso, o projeto previu uma arena indoor com capacidade para 10 mil pessoas, cinemas, teatros, shopping, bares, restaurantes e a Praça da Celebração, que ligaria a arena da Copa (Arena Pernanbuco) ao centro de diversão.

## Fases
Todo o projeto seria feito em etapas. A primeira fase deveria estar pronta até 2014 para aproveitar a visibilidade da Copa do Mundo do Brasil de 2014, com bares, restaurantes, shopping, o primeiro hotel e centro de convenção. Toda a estrutura deveria ser concluída a partir de 2025.

## Arena Pernambuco
Sisbrace:     

A arena, chamada de Arena Pernambuco, foi construída para sediar a Copa do Mundo do Brasil de 2014 em Pernambuco, na região metropolitana do Recife, e que seria o ponto de partida para o desenvolvimento da Cidade da Copa. O estádio foi concluído e tem perfil multiúso, sendo adaptável para jogos de futebol, outras partidas esportivas, grandes espetáculos, feiras e convenções. A capacidade é de 46.000 lugares, distribuídos em 102 camarotes (1.600 assentos), 1.800 assentos business e 2.700 assentos premium. Os torcedores e visitantes também contam com estacionamento com 4.700 vagas, sendo 800 cobertas. Ela está sediando o Clube Nautico Capibaribe e foi construída, como curiosidade, com todas as cadeiras na cor vermelha por ser a cor predominante nos três principais clubes de futebol do Recife: Sport, Santa Cruz e Nautico.

### Tecnologia da Arena Pernambuco
- Telões de LED em alta resolução
- Câmeras especiais com visão panarômica 360º
- Iluminação e sonorização seguindo padrão internacional

### Conforto na Arena
- Diversas opções de convivência, como lounges, bares e restaurantes
- Amplo espaço para circulação
- 13 escadas rolantes, 8 elevadores e 4 rampas de acesso
- Múltipla setorização de assentos com mais opções para o público

### Segurança
- Central de Comando e Controle com monitoramento do estádio e entorno
- Dispersão do público em apenas 8 minutos
- Agentes de segurança em todos os setores do estádio, garantindo o bem estar do público

## Projeto abandonado
O empreendimento da Cidade da Copa em Pernambuco foi abandonado devido ao alto custo do projeto e a falta de viabilidade pois ele ficaria numa região da cidade muito distante do mar, das praias e de difícil acesso aos principais centros urbanos da Região Metropolitana do Recife. Os hoteis e centros de convenções projetados seriam viáveis apenas durante a realização dos jogos da Copa de 2014, mas não teria demanda de clientes para a região pois os turistas que visitam Pernambuco preferem ficar em hotéis no litoral (o local é uma área rural da cidade de São Lourenço da Mata). As residências que seriam construídas no loteamento sofreriam o mesmo "desgaste" dos hotéis pois a preferência é a compra de terrenos em áreas mais urbanas ou próximas às praias.
Apenas o estádio da Arena Pernambuco foi concluído, bem como as estações do metrô e do SEI - Sistema Estrutural e Integrado, que é o sistema de integração entre o metrô e o ônibus que sai da estação Cosme e Damião e vai até a Arena Pernambuco.